# Horné Hámre
Horné Hámre és un poble i municipi d'Eslovàquia que es troba a la regió de Banská Bystrica.

## Història
La primera menció escrita de la vila es remunta al 1391.

## Demografia
| Godina             | 1994 | 2004   | 2014   | 2024   |
| ------------------ | ---- | ------ | ------ | ------ |
| Nombre de persones | 687  | 663    | 632    | 690    |
| Diferència         |      | −3,49% | −4,67% | +9,17% |

| Godina             | 2023 | 2024   |
| ------------------ | ---- | ------ |
| Nombre de persones | 684  | 690    |
| Diferència         |      | +0,87% |